# Brocism
Brocism är en modern individualistisk tolkning av stoicism.

## Skillnader från stoicism
Brocism inspireras tydligt av stoicism men gör tolkningar som skiljer sig från stoiska tänkare. Till skillnad från stoicism som lägger högt värde vid ideal som emotionell utveckling och att vara en bra medmänniska, lägger brocism stort fokus på individuell styrka samt att nå ekonomisk framgång. Inom stoicismen är pengar inte något som anses inneha något egenvärde, utan betraktas som vare sig bra eller dåligt. Ett annat exempel är de stoiska dygderna mod och måttfullhet (engelska: temperance), utifrån dessa ideal menar brocister att man inte ska visa känslor samt att rädsla ska betraktas som en svaghet. Stoicism tvärtom värdesätter empati och menar att ett visst mått av känslomässig återhållsamhet kan vara värdefullt för att inte agera impulsivt utan ges tid för att betrakta situationen objektivt och agera utifrån stoicismens dygder mod, vishet, måttfullhet och rättvisa. Brocism fokuserar även på egenvinning medan stoicismen värdesätter gruppen. Marcus Aurelius menade exempelvis att slavar skulle behandlas med respekt och skrev också i sin journal att "det som är dåligt för bikupan är dåligt för biet", vilket skiljer sig markant från brocism. Dessa tolkningar har medfört att brocism av många ses som ett uttryck av toxisk maskulinitet. 

## Kända företrädare
Kända personer som förknippas med brocism är Andrew Tate och Jordan Peterson.